# Janvier 2009 en sport
Pour un article plus général, voir 2009 en sport.
Cette page concerne l'actualité sportive du mois de Janvier 2009

## Faits marquants

### Jeudi1erjanvier2009
- Football américain universitaire :
  - Les USC Trojans remportent le Rose Bowl Game en s'imposant 38-24 face aux Penn State Nittany Lions.
  - Les Virginia Tech Hokies enlèvent l'Orange Bowl 20-7 contre les Cincinnati Bearcats.

- Saut à ski : L'Autrichien Wolfgang Loitzl gagne l'étape de Garmisch-Partenkirchen de la Tournée des quatre tremplins.

### Samedi3 janvier2009
- Football : L'équipe alsacienne de Schirrhein (Excellence - niveau 7) élimine Clermont-Ferrand (L2) en 32(es) de finale de la Coupe de France, par 4 buts à 2 après avoir été menés 2-0 à l'heure de jeu. C'est la quatrième fois qu'une formation comptant cinq divisions d'écart avec son adversaire se qualifie après Gardanne en 1960, Sanary en 1982 et Évry en 1986.
- Rallye-raid : Première étape du Rallye Dakar 2009 à Buenos Aires.

### Dimanche4 janvier2009
- Saut à ski : L'Autrichien Wolfgang Loitzl gagne l'étape d'Innsbruck de la Tournée des quatre tremplins.
- Ski alpin : L'Allemande Maria Riesch remporte le slalom féminin Coupe du monde de Zagreb.

### Lundi5 janvier2009
- Football américain universitaire : Les Texas Longhorn remportent le Fiesta Bowl en s'imposant 24-21 face aux Ohio State Buckeyes.
- Hockey sur glace : Le Canada remporte le championnat du monde junior 2009, finale gagnée 5 à 1 contre la Suède.

### Mardi6 janvier2009
- Saut à ski : L'Autrichien Wolfgang Loitzl gagne l'étape de Bischofshofen de la Tournée des quatre tremplins et s'impose sur l'ensemble de cette tournée.
- Ski alpin : Le Français Jean-Baptiste Grange remporte le slalom masculin Coupe du monde de Zagreb.

### Mercredi7 janvier2009
- Hockey sur glace : Le ZSC Lions et le Metallourg Magnitogorsk se qualifient pour la finale de la Ligue des Champions.

### Jeudi8 janvier2009
- Football américain universitaire : Les Florida Gators remportent le BCS National Championship Game en s'imposant 24-14 face aux Oklahoma Sooners.

### Vendredi9 janvier2009
- Biathlon : La Russe Ekaterina Iourieva gagne le sprint de l'étape d'Oberhof de la Coupe du monde.

### Samedi10 janvier2009
- Biathlon : Le Russe Maxim Tchoudov s'impose sur le sprint masculin de Coupe du monde à Oberhof.
- Hockey sur glace : Lors du 1er Match des étoiles de la Ligue continentale de hockey, disputé sur la place Rouge à Moscou, la sélection étrangère s'impose 7 à 6 face à la sélection russe.
- Ski alpin :
  - L'Autrichien Benjamin Raich gagne le slalom géant masculin de Coupe du monde d'Adelboden.
  - La Slovène Tina Maze enlève le slalom géant féminin de Coupe du monde de Maribor.
- Saut à ski : L'Autrichien Gregor Schlierenzauer remporte le premier des deux concours de l'étape de Coupe du monde de Tauplitz.
- Tennis : Le Britannique Andy Murray s'impose en finale de l'Tournoi de tennis de Doha contre l'Américain Andy Roddick (6/4, 6/2)

### Dimanche11 janvier2009
- Biathlon :
  - L'Autrichien Christoph Sumann s'impose sur le mass-start masculin de Coupe du monde à Oberhof.
  - L'Allemande Kati Wilhelm s'impose sur le mass-start féminin de Coupe du monde à Oberhof.
- Golf :
  - Le Danois Anders Hansen remporte le Joburg Open du Tour européen PGA.
  - L'Australien Geoff Ogilvy remporte le Championnat Mercedes-Benz du PGA Tour.
- Handball : L'équipe de France masculine écarte la Russie en finale (32-30) pour s'imposer dans le Tournoi de Paris.
- Saut à ski : L'Autrichien Gregor Schlierenzauer remporte le deuxième concours de l'étape de Coupe du monde de Tauplitz.
- Ski alpin :
  - L'Autrichien Reinfried Herbst gagne le slalom masculin de Coupe du monde de Maribor.
  - L'Allemande Maria Riesch remporte le slalom féminin Coupe du monde de Zagreb.
- Tennis :
  - Le Tchèque Radek Štěpánek enlève l'Open de Brisbane 2009.
  - Le Croate Marin Čilić remporte l'Tournoi de tennis de Chennai (ATP 2009).

### Lundi12 janvier2009
- Baseball : Les joueurs de champ gauche Jim Rice et Rickey Henderson sont élus au Temple de la renommée du baseball.
- Football : Le Portugais Cristiano Ronaldo et la Brésilienne Marta sont désignés meilleur joueur et meilleure joueuse de l'année 2008 par la FIFA.

### Mercredi14 janvier2009
- Biathlon : L'Allemagne remporte le relais féminin de Coupe du monde à Ruhpolding.
- Ski acrobatique : Le tchèque Tomas Kraus gagne l'étape masculine de skicross de Coupe du monde de Flaine. La française Ophélie David s'impose chez les féminines.
- Snowboard : La Chinoise Jiayu Liu remporte l'épreuve féminine de half-pipe de Coupe du monde de Gujō. Le Japonais Ryoh Aono enlève l'épreuve masculine.

### Jeudi15 janvier2009
- Biathlon : La Norvège remporte le relais masculin de Coupe du monde à Ruhpolding.
- Bobsleigh : Le Canada s'impose dans l'épreuve de bob à deux masculins de Coupe de monde à Saint-Moritz. L'Allemagne gagne chez les hommes.

### Vendredi16 janvier2009
- Biathlon : L'Allemande Magdalena Neuner remporte le sprint féminin de Coupe du monde à Ruhpolding.
- Bobsleigh : L'Allemagne s'impose dans l'épreuve féminine de bob à deux de Coupe de monde à Saint-Moritz. L'Allemagne gagne chez les hommes.
- Combiné nordique : L'Américain Bill Demong remporte le premier concours de Coupe du monde à Vancouver.
- Handball : Match d'ouverture, à Split, de la 21e édition du Championnat du monde de handball masculin. La Croatie, à domicile, s'impose d'un point seulement, 27-26, devant la Corée du Sud, pour le compte du groupe B.
- Saut à ski : L'Autrichien Wolfgang Loitzl gagne le premier concours de Coupe du monde à Zakopane.
- Skeleton : La Britannique Shelley Rudman remporte l'étape féminine de Coupe du monde à Saint-Moritz.
- Ski alpin : Le Suisse Carlo Janka s'impose sur le combiné de Coupe du monde à Wengen.
- Ski de fond : Le Suédois Emil Jönsson s'impose dans l'épreuve masculine de sprint style classique de Coupe du monde à Whistler. La Russe Alena Procházková gagne chez les féminines.

### Samedi17 janvier2009
- Biathlon : Le Norvégien Ole Einar Bjørndalen remporte le sprint masculin de Coupe du monde à Ruhpolding.
- Bobsleigh : Le Canada s'impose dans l'épreuve de bob à deux masculins de Coupe de monde à Saint-Moritz.
- Combiné nordique : Le Norvégien Magnus Moan remporte le second concours de Coupe du monde à Vancouver.
- Luge : L'Allemand Jan Eichhorn gagne l'étape masculine de Coupe du monde à Oberhof. L'Allemagne s'impose en doubles.
- Rallye-raid : le Sud-Africain Giniel de Villiers remporte le Dakar 2009 sur une Volkswagen. L'Espagnol Marc Coma s'impose en moto.
- Saut à ski : L'Autrichien Gregor Schlierenzauer gagne le second concours de Coupe du monde à Zakopane.
- Skeleton : L'Allemand Frank Rommel remporte l'étape masculine de Coupe du monde à Saint-Moritz.
- Ski alpin :
  - Le Suisse Didier Défago s'impose sur la descente masculine de Coupe du monde à Wengen.
  - L'Américaine Lindsey Vonn s'impose dans le combiné féminin féminine de Coupe du monde à Altenmarkt.
- Ski de fond : L'Italien Pietro Piller Cottrer s'impose dans l'épreuve de poursuite masculine de Coupe du monde à Whistler. La Polonaise Justyna Kowalczyk gagne chez les féminines.

### Dimanche18 janvier2009
- Biathlon : Le Norvégien Ole Einar Bjørndalen remporte la poursuite masculine de Coupe du monde à Ruhpolding. L'Allemande Magdalena Neuner s'impose chez les féminines.
- Bobsleigh : La Russie s'impose dans l'épreuve de bob à quatre de Coupe de monde à Saint-Moritz.
- Golf :
  - L'Américain Zach Johnson remporte le Sony Open d'Hawaii du PGA Tour.
  - Le Britannique Paul Casey remporte, comme en 2007, l'Abu Dhabi Golf Championship du Tour européen PGA.
- Hockey sur glace : La Coupe Continentale est remportée par le MHC Martin. Le Rouen hockey élite 76, club hôte, finit deuxième.
- Ski alpin :
  - L'Autrichien Manfred Pranger s'impose sur le slalom masculin de Coupe du monde à Wengen.
  - La Suédoise Anja Pärson et la Suissesse Dominique Gisin terminent à égalité en tête de la descente féminine de Coupe du monde à Altenmarkt.

### Mercredi21 janvier2009
- Hockey sur glace : Phase aller de la finale de la Ligue des Champions. Le Metallourg Magnitogorsk et le ZSC Lions font match nul 2 - 2.

### Dimanche25 janvier2009
- Compétition automobile : L'équipe d'Irlande, avec Adam Carroll remporte la course sprint de la 4e étape de l'A1 Grand Prix à Taupo en Nouvelle-Zélande, tandis que la Suisse, avec Neel Jani, remporte la course principale.
- Golf :
  - L'Américain Pat Perez (en) remporte le Classique Bob Hope Chrysler du PGA Tour.
  - L'Espagnol Álvaro Quirós remporte le Qatar Masters du Tour européen PGA.
  - L'Écossaise Catriona Matthew remporte la HSBC LPGA Brasil Cup (en) de la LPGA Tour.
- Hockey sur glace : le 57e Match des étoiles de la Ligue nationale de hockey se joue à Montréal au Québec dans la salle des Canadiens de Montréal, le Centre Bell. La conférence de l'Est bat celle de l'Ouest 12-11 et Alekseï Kovaliov est désigné meilleur joueur du match.

### Mercredi28 janvier2009
- Tennis : Quarts de finale de l'Open d'Australie :
  - Fernando Verdasco bat Jo-Wilfried Tsonga (7-6 (2), 3-6, 6-3, 6-2)
  - Rafael Nadal bat Gilles Simon (6-2, 7-5, 7-5)
- Hockey sur glace : Le ZSC Lions remporte la Ligue des Champions en battant le Metallourg Magnitogorsk 5 à 0.

### Jeudi29 janvier2009
- Tennis : 1re demi-finale de l'Open d'Australie : Roger Federer bat Andy Roddick (6-2, 7-5, 7-5)

### Vendredi30 janvier2009
- Handball : Demi-finales du championnat du monde :
  - La France bat le Danemark (27 - 22)
  - La Croatie bat la Pologne (29 - 23)
- Tennis : 2e demi-finale de l'Open d'Australie : Rafael Nadal bat son compatriote Fernando Verdasco ((4) 6-7, 6-4, 7-6 (2), (1) 6-7, 6-4).

### Samedi31 janvier2009
- Tennis : Serena Williams remporte l'Open d'Australie dames, pour la 4e fois, face à Dinara Safina (6-0, 6-3).
- Automobile :
  - Fin du trophée Andros à Superbesse.